# Здислав Монченський

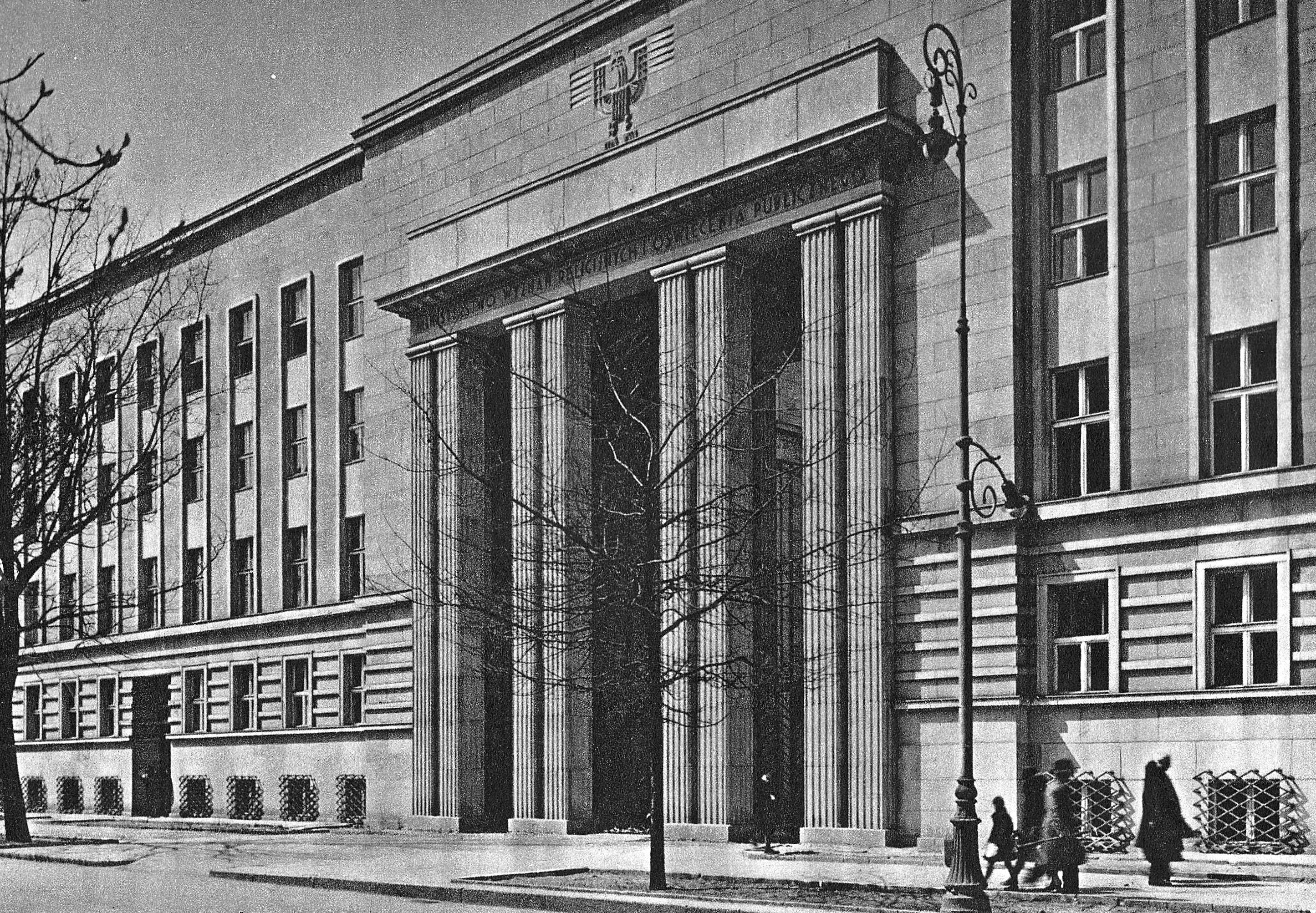
Будинок міністерства релігії і освіти на алеї Шуха у Варшаві

Здислав Антоній Монченський (пол. Zdzisław Antoni Mączeński, 14 жовтня 1878, Спитковіце — 17 червня 1961, Грибів) — польський архітектор.

## Біографія
Народився 14 жовтня 1878 року у Спитковіцах Вадовицького повіту в сім'ї органіста Яна Монченського і Феліції з Богуславських. Закінчив гімназію у Вадовіцах. Протягом 1894—1897 років закінчив будівельний відділ промислової школи у Кракові. Відбував практику в майстерні реставрації вавельської катедри під керівництвом Славомира Одживольського.
Протягом 1901—1913 років працював у Варшаві в майстерні Юзефа Дзеконського, де взяв участь у проектуванні великої кількості храмів. Написав спогади про цей період, де ретельно перелічив усі об'єкти, що пізніше дозволило дослідникам творчості Дзеконського чітко ідентифікувати його доробок. Спогади залишаються в рукописі і зберігаються у власності родини.
Польський історик мистецтва Кшиштоф Стефанський відзначає значну подібність тогочасних проектів майстерні Дзеконського і самостійних сакральних робіт Монченського, що може свідчити про значну участь останнього.
1915 року, як громадянин Австро-Угорщини, інтернований до Москви.
Експонував проекти двох костелів на п'ятій виставці Товариства заохочення красних мистецтв у Варшаві у грудні 1908 — січні 1909. 1910 року експонував ескізи костелів на виставці польських архітекторів у Львові.
Був членом Товариства опіки над пам'ятками минулого. Виконав велику кількість обмірів старовинних храмів на території Польщі. Результати обмірів зберігаються в Інституті мистецтва ПАН. 1958 року в часописі «Ochrona Zabytków» написав статтю, присвячену спогадам про 1910—1915 роки діяльності товариства.
Приватний архів Монченського втрачений під час Другої світової війни.
Входив до складу журі конкурсу на проект школи імені Сташиця у Варшаві (1914), будівлі Міністерства закордонних справ у Варшаві (1929), закритого конкурсу на проект будинку Школи будівництва в Любліні (1931).
За спорудження будівлі Міністерства освіти і релігії у Варшаві відзначений 1933 року Орденом відродження Польщі. Отримав 5 листопада 1935 року Золотий академічний лавровий вінок за «видатні заслуги для польського мистецтва загалом». Серед нагород також Золотий хрест за заслуги (1938), Командорський хрест Ордену Відродження Польщі «за видатну наукову діяльність» (22 липня 1951), Штандар праці другого ступеня (1954), Медаль десятиліття (1955), Державна нагорода другого ступеня за заслуги в галузі архітектури (1952), Державна нагорода першого ступеня за архітектурну творчість (1955), Золота почесна відзнака Столичного Міста Варшави (1960), та. інші.
Роботи
- Проект нової ратуші у Стрию. Виконаний для конкурсу 1906 року. Відзначений похвальним листом.[16]
- Два проекти костелу у стилі «Свойському» в селі Орлув-Муровани Люблінського воєводства. На конкурсі 1910 року не здобули призових місць, але один з них був відзначений.[17]
- Проект перебудови костелу святої Марії Магдалини в Доброводі Свентокшиського воєводства, створений спільно зі Юзефом Дзеконським. Експонувався 1910 року на виставці Захенти у Варшаві. Не був реалізований через початок війни.[18]
- Участь у проектуванні парафіяльного костелу у Мсцібові. Проект 1911 року, архітектор Юзеф Дзеконський. Будівництво на місці розібраного старого храму тривало до 1930-х. Від 1921 року керував спорудженням Стефан Шиллер. Не виключено, що Дзеконський переробив більш давній нереалізований проект Івана Плотникова від 1903 року.[19]
- Проект житлового однородинного будинку з оточенням. Створений для виставки. Здобув друге місце на конкурсі Делегації архітекторів польських і Комітету виставки 1911 року. На виставці експонувався макет.[20]
- Конкурсний проект маєтку в Неговичі. 1913 рік. Третє місце. Журі відзначило «ясний» план, гарні лінії фасаду, які, за задумом автора, базувались на зразках маєтків часів Королівства Конгресового.[21]
- Перше місце на конкурсі проектів бурси Державної ткацької школи в Лодзі (1929).[22]
- Одне з трьох перших місць на першому (відкритому) конкурсі проектів костелу Провидіння у Варшаві (1930).[23] Взяв також участь у другому (закритому) конкурсі на цей же костел (1931).[24] Французький журнал L'Architecture d'aujourd'hui № 5 за 1932 рік опублікував 3 ілюстрації проекту.[25]
- Ескізний проект будинку Фонду військового квартирування на вулиці Краківське передмістя, 11 у Варшаві. Призначений для закритого конкурсу 1933 року.[26]
- Дерев'яний костел святого Франциска в селі Бистшиця Підкарпатського воєводства. 1932—1935 роки, будівництвом керував Павел Сікора.[27]
- Костел святого Станіслава Єпископа в селі Пусткув-Оседле. Проект 1938 року, реалізований до лютого 1939. Співавтор Чеслав Пшибильський.[28]
- Будинок Міністерства освіти і вищого шкільництва у стилі модернізованого класицизму на алеї Шуха у Варшаві.[29]